# Liste der Hochbunker der Bauart Winkel

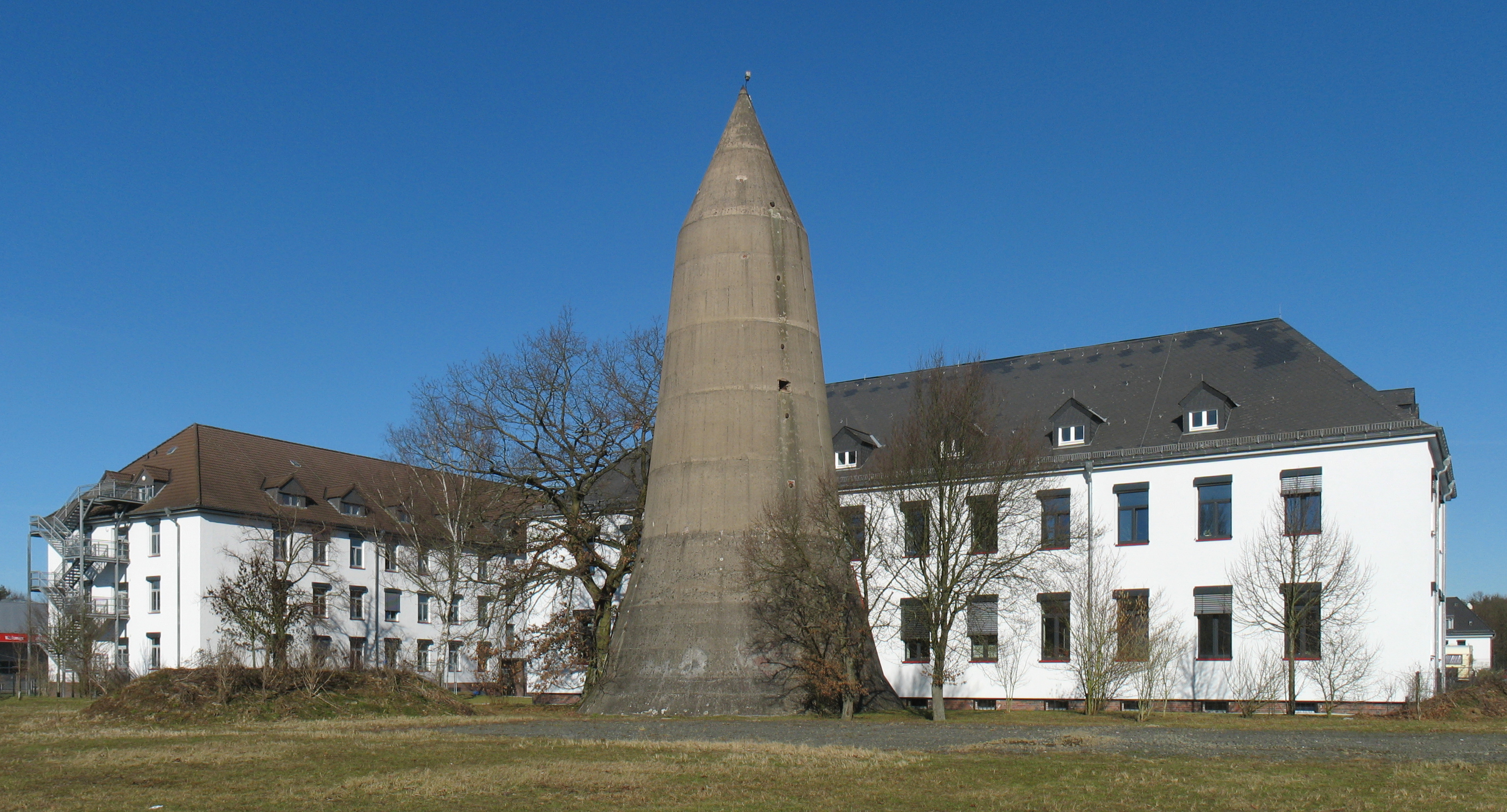
Hochbunker der Bauart Winkel in Gießen

Die Liste der Hochbunker der Bauart Winkel umfasst Luftschutzbunker, bei denen es sich um Hochbunker handelt, die vom Entwickler im Firmennamen Luftschutztürme genannt werden. Diese Spitzbunker werden im Volksmund auch Betonzigarre oder Zuckerhut, im Englischen ant hill bunker (Ameisenhügel-Bunker) genannt. Ihre Konstruktion geht auf Leo Winkel zurück.

## Beschreibung

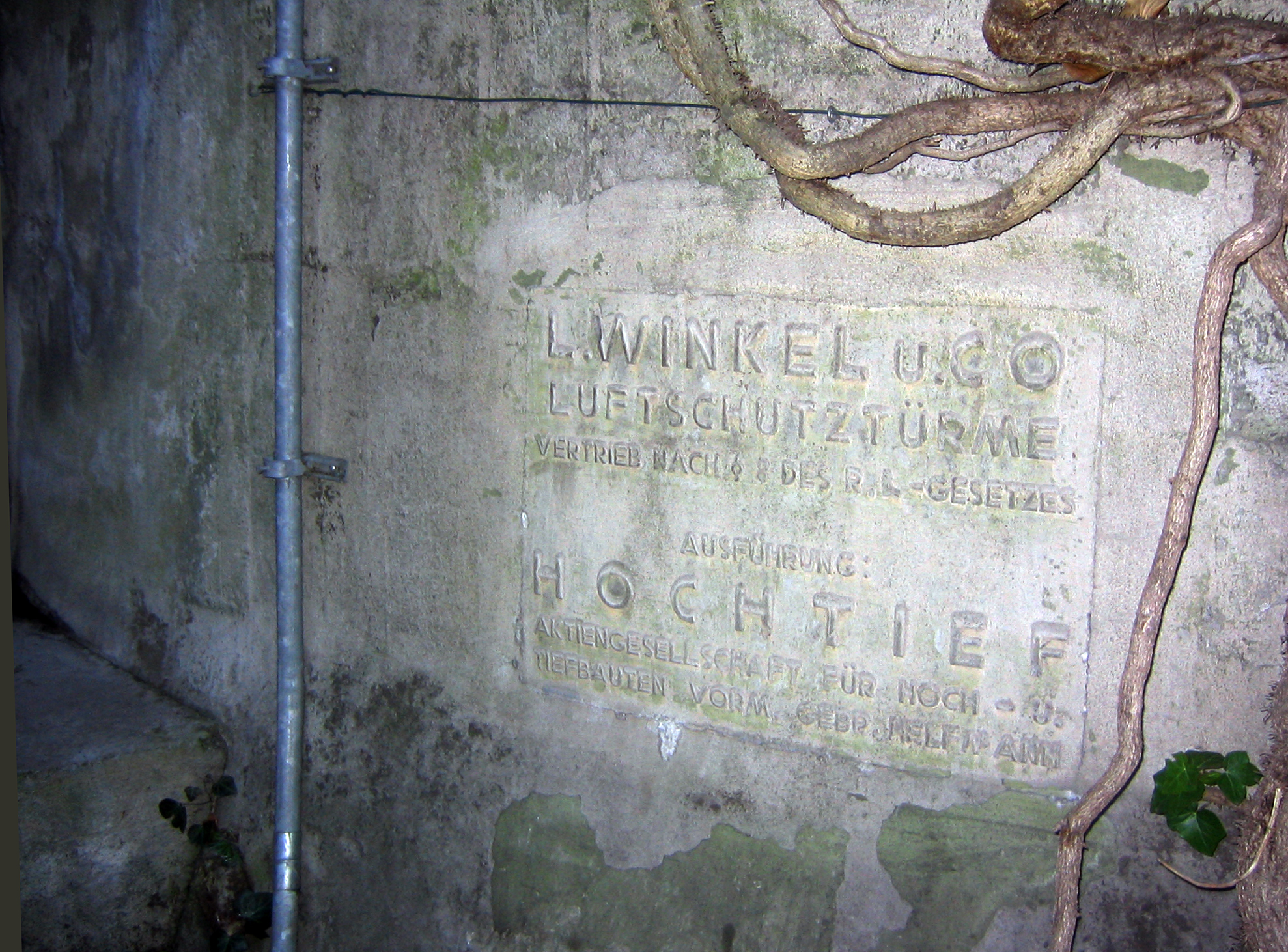
Informationstafel am Luftschutzturm des Kraftwerks Goldenberg in Hürth-Knapsack

Am 18. September 1934 wurde die Konstruktionsidee als Patentanmeldung beim Reichspatentamt eingereicht. Am 9. April 1938 wurde das Patent erteilt. Die Firmenanmeldung Winkel & Co. Duisburg zum Bau von Luftschutztürmen datiert vom 31. Dezember 1936. Das Gründungskapital betrug 15.000 RM.
Die Winkeltürme, die je nach Auslegung  bis zu mehr als 600 Personen Platz boten, wurden von der Firma entwickelt und nach Lizenzvergabe von zwölf führenden deutschen Bauunternehmen errichtet. Jedes Bauwerk musste dabei einen Hinweis auf die Konstruktionsfirma und das ausführende Bauunternehmen aufweisen.
Die spitze, steil abfallende Umrissform sollte eine geringe Angriffsfläche für Bomben bieten und bei einem Treffer für ein Abgleiten der Bombe möglichst ohne deren Explosion sorgen. Es ist nur ein Treffer bekannt, der einen Turm zerstörte (auf dem „Focke-Wulf“-Gelände in Bremen-Hemelingen, 12. Oktober 1944, amerikanische Sprengbombe, 5 Todesopfer).
Es wurden rund 200 Winkeltürme erbaut. Sie stehen heute, soweit sie erhalten sind, zum größten Teil unter Denkmalschutz.

### Typen
Winkel entwarf 16 verschiedene Bauarten, die äußerlich z. T. deutlich zu unterscheiden waren. Die häufigsten Typen sind:
- 1c: Unterteil leicht bauchig, Dach konisch (mit oder ohne kleine Krempe), 3–9 Stockwerke
- 2a: schlanke Bauweise
- 2c: Unterteil leicht bauchig, Dach deutlich abgesetzt ähnlich einem Pilzhut

## Bauwerke
| Ort                               | Informationen | Typ | Position | Bild(er) |
| --------------------------------- | --- | --- | --- | --- |
| Brandenburg an der Havel          | Ortsteil Kirchmöser, Falkenstraße/Unter den Platanen |     | 52° 23′ 33,4″ N, 12° 24′ 37,4″ O | Winkelturm in Brandenburg-Kirchmöser |
| Bremen                            | Ehemaliges Focke-Wulf-Zweigwerk Hastedt Einer von sieben erhalten | 1c  | 53° 3′ 36,3″ N, 8° 52′ 48,3″ O | |
| Darmstadt                         | Dornheimer Weg | 2c  | 1: 49° 52′ 38,4″ N, 8° 37′ 24″ O 2: 49° 52′ 35,2″ N, 8° 37′ 37,3″ O                                                                      | Winkelturm (Bauart 2C) in Darmstadt auf dem Gelände des ehemaligen Bahnausbesserungswerks (Knell) · Zweiter Winkelturm (Bauart 2C) auf dem Knell-Gelände in Darmstadt |
| Darmstadt                         | Carl-Schenck-Ring | 2c  | 1: 49° 53′ 19,7″ N, 8° 38′ 58,3″ O 2: 49° 53′ 17,4″ N, 8° 38′ 53,3″ O                                                                    | Winkelturm (Bauart 2C) in Darmstadt auf dem Gelände des ehemaligen Bahnausbesserungswerks (Knell) · Zweiter Winkelturm (Bauart 2C) auf dem Knell-Gelände in Darmstadt |
| Düsseldorf                        | Lierenfeld, Lierenfelder Straße |     | 51° 12′ 38,6″ N, 6° 49′ 26,2″ O | Winkelturm Düsseldorf, Lierenfelder Straße |
| Düsseldorf                        | Höherweg, auf Gelände der Stadtwerke nahe dem Heizkraftwerk Flingern |     | 51° 13′ 24,7″ N, 6° 49′ 8,4″ O | Winkelturm Düsseldorf Höherweg |
| Düsseldorf                        | Rath, auf Gelände der ehem. Mannesmannröhren-Werke (jetzt Vallourec), in der Nähe der Kürtenstraße                                                                                   |     | 51° 16′ 8″ N, 6° 47′ 55,9″ O | Winkelturm Düsseldorf-Rath |
| Duisburg                          | Beeck, An der A 42 (Am Stadtgarten) |     | 51° 29′ 7″ N, 6° 45′ 43,3″ O | |
| Duisburg                          | Hüttenheim: 2 Winkeltürme auf dem Werksgelände der Hüttenwerke Krupp Mannesmann |     | 1: 51° 22′ 25,3″ N, 6° 43′ 53″ O 2: 51° 22′ 31,2″ N, 6° 43′ 47,8″ O                                                                      | Hochbunker der Bauart Winkel in Duisburg Huettenheim 1 · Hochbunker der Bauart Winkel in Duisburg Huettenheim 2                                                       |
| Duisburg                          | Wedau: Winkelturm auf dem ehemaligen RAW-Gelände an der Masurenallee |     | 51° 24′ 12,7″ N, 6° 47′ 54,3″ O | RAW Duisburg-Wedau |
| Duisburg                          | Hamborn, Alleestraße |     | 51° 29′ 25,1″ N, 6° 46′ 41″ O | Luftschutzturm in der Alleestraße in Duisburg-Hamborn |
| Falkensee                         | Leipziger Straße (Gewerbegebiet Süd), unter Denkmalschutz |     | 52° 32′ 57,9″ N, 13° 6′ 14,2″ O | Falkensee |
| Frankfurt am Main                 | Auf dem ehemaligen Gelände des Güterbahnhofs – 1998 abgerissen |     | | |
| Geltow                            | Auf dem Gelände der Henning-von-Tresckow-Kaserne |     | 52° 23′ 8,9″ N, 12° 58′ 24,4″ O | Winkelturm in Schwielowsee-Geltow |
| Gießen                            | 4 Winkeltürme in der ehemaligen Berg-Kaserne |     | 1: 50° 35′ 8,2″ N, 8° 41′ 49,5″ O 2: 50° 35′ 7,7″ N, 8° 41′ 44,3″ O 3: 50° 35′ 5,6″ N, 8° 41′ 37,9″ O 4: 50° 34′ 59,9″ N, 8° 41′ 42,3″ O | Winkelturm in Gießen |
| Gießen                            | 2 Winkeltürme in der ehemaligen Verdun-Kaserne (Rivers Barracks) |     | 1: 50° 34′ 26,2″ N, 8° 42′ 29,4″ O 2: 50° 34′ 28,7″ N, 8° 42′ 34,7″ O                                                                    | Winkelturm in Gießen |
| Gießen                            | 2 Winkeltürme in der ehemaligen Artilleriekaserne (Bleidorn-Kaserne bis 1945, anschließend bis 1991 Pendleton-Barracks), heute Wohnprojekt Pendleton-Barracks, Hannah-Arendt-Straße  |     | 1: 50° 35′ 18,5″ N, 8° 42′ 17,6″ O 2: 50° 35′ 19,3″ N, 8° 42′ 21,5″ O                                                                    | Winkelturm in Gießen, ehemalige Artilleriekaserne |
| Gotha                             | Auf dem Gelände des ehemaligen RAW |     | 50° 56′ 14,4″ N, 10° 42′ 31,9″ O | Gotha |
| Hannover                          | Auf dem Gelände des Nordstadt-Güterbahnhofs | 2c  | 52° 23′ 45,4″ N, 9° 42′ 23,3″ O | Winkelturm in Hannover auf Bahn-Gelände |
| Hannover                          | Auf dem Üstra-Betriebshof an der Fuhsestraße |     | 52° 24′ 11,6″ N, 9° 40′ 26,8″ O | Winkelturm in Hannover auf Üstra-Gelände |
| Herne                             | An der Roonstraße |     | 51° 32′ 55,6″ N, 7° 13′ 10,5″ O | Herne |
| Hürth                             | Knapsack, Steuerung des Kraftwerk Goldenberg |     | 50° 51′ 41,5″ N, 6° 50′ 25,5″ O | Goldenberg-Werk Knapsack |
| Kaiserslautern                    | Auf dem Gelände des ehemaligen RAW |     | 1: 49° 26′ 19,7″ N, 7° 43′ 36,7″ O 2: 49° 26′ 18,7″ N, 7° 43′ 26,5″ O                                                                    | \| |
| Kassel                            | am Frasenweg in Harleshausen, Ausbesserungswerk Kassel (heute DB Fahrzeuginstandhaltung Werk Kassel)                                                                                 |     | 51° 20′ 4,3″ N, 9° 27′ 59,8″ O | \| |
| Köln                              | in Köln-Niehl auf dem Werkgelände der ehemaligen Glanzstoff-Courtaulds-Werke mit einzigartiger Backsteinverblendung und verschieferter Kappe. Außenstelle des Kölner Festungsmuseums |     | 50° 59′ 59,8″ N, 6° 56′ 11,8″ O | Winkelturm in Köln-Niehl |
| Lehrte                            | Richtersdorf, ehemals Bahnbetriebswerk Lehrte, im Gleisdreieck Hannover-Celle-Hildesheim                                                                                             | 2c  | 52° 22′ 50″ N, 9° 58′ 8,6″ O | Winkelturm des ehemaligen Reichsbahnbetriebswerks in Lehrte Richtersdorf                                                                                              |
| Limburg (Lahn)                    | Einkaufszentrum Werk Stadt, auf dem Gelände des ehemaligen Bahnausbesserungswerkes, Diezer Straße, siehe Hochbunker Limburg                                                          |     | | |
| Lingen (Ems)                      | An der Lindenstraße, zwischen Kurt-Schumacher-Brücke und den Emslandhallen |     | 52° 30′ 55,2″ N, 7° 19′ 0″ O | |
| Ludwigshafen                      | Bahnhof Ludwigshafen ehemaliges Reichsbahnausbesserungswerk |     | 1: 49° 28′ 51,7″ N, 8° 26′ 4,2″ O 2: 49° 28′ 33,5″ N, 8° 25′ 51,6″ O 3: 49° 28′ 24,7″ N, 8° 25′ 45,3″ O                                  | |
| Lübeck                            | Auf dem ehemaligen LMG-Gelände, Bunker Einsiedelstraße |     | 53° 52′ 38,2″ N, 10° 41′ 0,8″ O | weitere Bilder |
| Lübeck                            | Bunker zwischen dem Gewerbegebiet Kaninchenborn und der Berliner Allee Bunker Berliner Straße                                                                                        |     | 53° 50′ 50,7″ N, 10° 40′ 51,6″ O | |
| Malmö, Schweden                   | auf dem Gelände der Kockums-Werft |     | 55° 36′ 43,2″ N, 12° 59′ 27,2″ O | |
| Meerbusch                         | in Meerbusch-Büderich (an der Grenze zu Düsseldorf-Lörick), auf dem Gelände der Böhler-Edelstahlwerke                                                                                |     | 51° 14′ 43,9″ N, 6° 42′ 51,1″ O | Winkelturm in Meerbusch-Büderich |
| Minden                            | Zuckerhut Minden, An der Schachtschleuse (im November 2010 abgerissen) |     | 52° 18′ 22,8″ N, 8° 55′ 18,7″ O | |
| Mülheim an der Ruhr               | An der Friedrich-Ebert-Straße |     | 51° 26′ 8,8″ N, 6° 52′ 22,4″ O | Hochbunker der Bauart Winkel in Mülheim an der Ruhr |
| Neunkirchen (Saar)                | Spitzbunker Neunkirchen, westlich des ehemaligen Eisenwerkes |     | 49° 20′ 58,8″ N, 7° 10′ 7,7″ O | Spitzbunker in Neunkirchen (Saar) |
| Paderborn                         | Auf dem Gelände der DB Fahrzeuginstandhaltung GmbH | 2c  | 51° 44′ 16″ N, 8° 45′ 2,4″ O | Hochbunker der Bauart Winkel in Paderborn, DB Werk Paderborn |
| Saarbrücken                       | Winkelturm auf dem ehemaligen Hüttengelände Saarbrücken-Burbach (heute Saarstahl), Saarterrassen, von der Rückseite des Elektronikmarktes gut zu erkennen                            |     | 49° 14′ 8,3″ N, 6° 57′ 22,3″ O | Spitzbunker in Saarbrücken-Burbach |
| Sarajevo, Bosnien und Herzegowina | |     | 1: 43° 51′ 25,8″ N, 18° 23′ 25,5″ O 2: 43° 51′ 20,2″ N, 18° 23′ 13,2″ O                                                                  | Winkelturm in Sarajevo |
| Solingen                          | Winkelturm im Stadtzentrum, Max-Leven-Gasse, im Innenhof des Verwaltungsgebäudes des Spar- und Bauvereins                                                                            |     | 51° 10′ 9,1″ N, 7° 4′ 51,1″ O | |
| Solingen                          | Winkelturm Lüneschloßstraße, zwischen ehemaligem Aldi-Supermarkt und Kreuzung Gasstraße                                                                                              | 2c  | 51° 9′ 37,3″ N, 7° 4′ 48,5″ O | |
| St. Wendel                        | Werkstraße, auf dem Gelände der Heeresinstandsetzungslogistik |     | 49° 27′ 34,8″ N, 7° 10′ 3,5″ O | |
| Stuttgart                         | Feuerbach, am Feuerbacher Bahnhof (Museum – Ausstellung zum Luftschutz) |     | 48° 48′ 51,2″ N, 9° 10′ 4,8″ O | Winkelturm in Stuttgart-Feuerbach |
| Trier                             | Trier-West/Pallien, auf dem Gelände von RWE |     | 49° 44′ 54,1″ N, 6° 37′ 16,6″ O | Winkelbunker Trier Pallien |
| Wünsdorf                          | Ehemals 19 Winkeltürme, von denen sieben erhalten sind | 2a  | 1: 52° 11′ 44,9″ N, 13° 27′ 45″ O 2: 52° 11′ 46,9″ N, 13° 27′ 52,7″ O 3: 52° 11′ 25,6″ N, 13° 28′ 0,6″ O                                 | Winkelturm in Wünsdorf |